# 007 死ぬのは奴らだ
『007 死ぬのは奴らだ』（ダブルオーセブン しぬのはやつらだ、Live And Let Die）は、イアン・フレミングの小説。「ジェームズ・ボンド」シリーズの第2作。1954年、ジョナサン・ケープ社から出版された。日本では1957年に早川書房から井上一夫訳でハヤカワ・ポケット・ミステリの一点として刊行された。これがシリーズ最初の日本語訳である。

## ストーリー
ブードゥー教でニューヨークのハーレムを支配し、ソ連・スメルシュの一員でもある黒人犯罪王ミスター・ビッグは、海賊“血まみれモーガン”の財宝の金貨をアメリカに持ち込み資金源としていた。
イギリス秘密諜報部員007ジェームズ・ボンドはニューヨークに派遣され、FBIのデクスター主任やCIAのフェリックス・ライターと協力して調査を開始するが、既にその情報を掴んでいたミスター・ビッグから手荒い歓迎を受ける。
だが、霊感能力を持ち、ミスター・ビッグが妻にしようとしているソリテアが寝返り、ジェームズは彼女とセントピーターズバーグへ向かうが、そこで彼女は奪い返され、フェリックス・ライターも鮫に片腕・片脚を食いちぎられた姿で送り届けられる。怒りに燃えるボンドは、カリブ海の島国ジャマイカでミスター・ビッグと最後の対決を行う。

## 出版
- 『死ぬのは奴らだ』井上一夫訳、早川書房〈ハヤカワ・ミステリ文庫〉、1976年4月、ISBN 978-4150706524
- 改訳版『007 死ぬのは奴らだ』井上一夫訳、早川書房〈ハヤカワ・ミステリ文庫〉、1998年3月、ISBN 978-4151713521
- "Live and Let Die" , Penguin Classics, 2004/06, ISBN 978-0-14-118757-0

## 漫画化
さいとう・たかを作画。小学館から1968年刊行、2015年復刻版。